# Polites origenes
Polites origenes là một loài bướm thuộc họ Bướm nhảy. Nó được tìm thấy ở miền đông Hoa Kỳ, ngoại trừ Florida, miền nam Ontario và Quebec. Có một thế hệ một năm ở Canada từ cuối tháng 6 vào giữa tháng 8 với hai thế hệ ở Hoa Kỳ. Sải cánh dài 23–30 mm..
Ấu trùng ăn loài Tridens flavus và Andropogon scoparius). Con trưởng thành ăn mật hoa.